# الکساندر سما
الکساندر سما (انگلیسی: Aleksandr Sema؛ زادهٔ ۱۳ آوریل ۱۹۵۲) قایقران روئینگ اهل اتحاد جماهیر شوروی سوسیالیستی بود.
وی در مسابقات کشوری و بین‌المللی در مجموع برندهٔ ۲ مدال طلا شده‌است.